# Cariniana integrifolia
Espèce
Classification phylogénétique
Statut de conservation UICN

VUB1+2c : Vulnérable
Cariniana integrifolia est une espèce de plante à fleurs de la famille des Lecythidaceae originaire de l'Amazonie au Brésil.

## Description
C'est un grand arbre.

## Répartition
Endémique aux forêts non-inondées du centre de l'Amazonie, dans l'État d'Amazonas, vers Manaus.

## Conservation
Cette espèce est menacée par la destruction de l'habitat.